# Constantine (videojuego)
Constantine es un videojuego de acción y aventura de 2005 desarrollado por Bits Studios y publicado por THQ en Norteamérica y SCi Games en Europa. El juego fue lanzado para PlayStation 2, Windows y Xbox en febrero/marzo de 2005. Está basado en el personaje de DC Comics John Constantine y es una licencia cinematográfica de la película de Warner Bros. Constantine, a su vez basada en la serie de cómics de DC Comics, Hellblazer de Vertigo Comics.
Tilda Swinton, Gavin Rossdale y Max Baker repitieron sus papeles de la película.

## Jugabilidad
Los jugadores mueven a John Constantine al estilo de un juego de rol, recolectan munición, usan un objeto para restaurar la salud y lanzan hechizos. El juego es un tipo de estilo de disparos en tercera persona, con vistas cambiantes de la cámara. Los jugadores pueden seleccionar entre una variedad de armas para eliminar demonios. Las escenas inician misiones especiales o batallas contra jefes cuando ocurren, dando a la ronda de juego una vista diferente.
John puede lanzar hechizos que pueden crear tormentas eléctricas, expulsar demonios, crear enjambres de moscas o confundir a los enemigos. Cada uno requiere que el jugador presione una secuencia de teclas dentro de un pequeño período de tiempo, con John cantando cada vez que presiona una tecla. Los críticos han descrito los hechizos como poco impresionantes, sin mucho impacto en el juego, lo que los hace sentir como un complemento de las otras armas.

## Sinopsis
El juego está protagonizado por John Constantine, el personaje principal de la película Constantine y la serie de cómics Hellblazer, mientras aprende que animales impíos de alguna manera están cruzando al reino de la tierra sin cuidado. Luego, su socio, Beeman, lo envía a investigar este problema. A lo largo de su investigación, se encuentra con el padre Hennessy, quien le brinda apoyo, junto con el hechizo Storm Crow.
El juego comienza cuando llaman a John para disipar un demonio del cuerpo de una niña en un hotel. Una vez completado el exorcismo, la niña se despierta de su hipnosis y se siente mejor. La pantalla luego pasa a la oficina de Beeman, donde Beeman le informa a John sobre la línea debilitada entre el Infierno y la Tierra. Luego, John se mete en un charco en la esquina de la habitación, pronuncia un encantamiento y termina en el infierno.
John ve gente siendo perseguida y atacada por un demonio, y luego los ve venir por él. Él, dependiendo de la elección del jugador, usa su arma, la primera parte del conjunto Witch's Curse, para matar a estos demonios. Luego comienza a buscar por el infierno la primera pieza de la Escopeta Sagrada, mientras ve los horrores del infierno con sus propios ojos. Mientras busca, más almas son atacadas y se ven más demonios luchando contra John. En un callejón sin salida, encuentra la segunda arma para el set Witch's Curse, pero es agarrado por un demonio parecido a un pájaro y se lo lleva volando por los cielos del infierno. Lo dejan caer y luego es emboscado por una horda de demonios, justo en frente del puesto de almacenamiento de la pieza de la Escopeta Sagrada. Luego usa la ampolla de agua que llevaba y sale del infierno.
Ahora equipado con el Crucificador, John busca en el resto del almacén y encuentra una rejilla que conduce a la sala del generador. Corta la corriente y se dirige a la zona bloqueada, que está llena de agua. John pronuncia el encantamiento y es enviado al infierno.

## Recepción
Constantine recibió críticas «mixtas o promedio» de los críticos, según el sitio web del agregador de reseñas Metacritic. En Japón, Famitsū le dio a la versión de Xbox una puntuación de un ocho y tres seis para un total de 26 sobre 40.